# Саласпільський край
Саласпі́льський кра́й (латис. Salaspils novads) — адміністративно-територіальна одиниця Латвійської Республіки. Розташований у центральній частині країни, в історичному регіоні Відземе . Адміністративний центр — Саласпілс. Створений 2009 року. Площа — 122,8 км². Населення — 22 868 осіб (2021). До складу краю входять 1 місто і 1 волость.
При адміністративно-територіальній реформі 2021 року край не зазнав змін

## Населення
На 1 січня 2022 року населення краю становило 23 148 осіб.
Латиші 50.07 %, росіяни 33.32 %, білоруси 4.37 % українці 2.89%. 

## Природа
Саласпілський муніципалітет розташований на Ропазькій рівнині Центрально-Латвійської низовини, з невеликою частиною в Мадленській западині на сході. Серед корисних копалин важливими є гіпс (майже весь регіон знаходиться в гіпсовому ареалі), доломіт у південній частині, який використовується для будівництва з часів Середньовіччя, гравій, прісноводне вапно і торф. Ґрунти, як правило, підзолисті та ілювіальні гумусні підзолисті. Охороняється природний парк «Острів Доле», в Саласпілсі розташований Національний ботанічний сад.
Середня температура: -5 - 5,5 °C у січні, +17 °C у липні. Опадів 700-750 мм на рік з піком на сході.
Більша частина території знаходиться на правому березі Даугави, але до складу муніципалітету входить також острів Доле. Після будівництва Ризької ГЕС на Даугаві біля Саласпілса було створено водосховище Ризької ГЕС. На північ і схід від муніципалітету протікає Маза Югла з притокою Пілюпе. 